# الکس اسمیت (بازیکن فوتبال، زاده ۱۹۸۵)
الکس اسمیت (انگلیسی: Alex Smith؛ زادهٔ ۱۶ ژوئیهٔ ۱۹۸۵) بازیکن فوتبال اهل بریتانیا است.
از باشگاه‌هایی که در آن بازی کرده‌است می‌توان به اف‌سی دالاس اشاره کرد.